# Cybaeidae
Famille
Les Cybaeidae sont une famille d'araignées aranéomorphes.

## Distribution

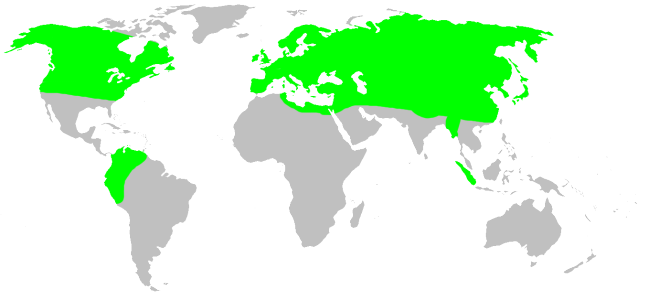
Distribution

Les espèces de cette famille se rencontrent en Europe, en Afrique du Nord, en Asie et en Amérique.

## Paléontologie
Cette famille est connue depuis le Paléogène.

## Liste des genres
Selon World Spider Catalog (version 26, 23/02/2025) :
- Allocybaeina Bennett, 2020
- Blabomma Chamberlin & Ivie, 1937
- Calymmaria Chamberlin & Ivie, 1937
- Cryphoeca Thorell, 1870
- Cryphoecina Deltshev, 1997
- Cybaeina Chamberlin & Ivie, 1932
- Cybaeota Chamberlin & Ivie, 1933
- Cybaeozyga Chamberlin & Ivie, 1937
- Cybaeus L. Koch, 1868
- Dirksia Chamberlin & Ivie, 1942
- Ethobuella Chamberlin & Ivie, 1937
- Guicybaeus Wang, Chen, Yang & Zhang, 2023
- Mastigusa Menge, 1854
- Neocryphoeca Roth, 1970
- Neocybaeina Bennett, 2023
- Pseudocybaeota Bennett, 2022
- Rothaeina Bennett, 2023
- Sincybaeus Wang & Zhang, 2022
- Siskiyu Hedin, Ramírez & Monjaraz-Ruedas, 2025
- Symposia Simon, 1898
- Tuberta Simon, 1884
- Vagellia Simon, 1899
- Willisus Roth, 1981
- Yorima Chamberlin & Ivie, 1942

Selon World Spider Catalog (version 23.5, 2023) :
- † Vectaraneus Selden, 2001

## Systématique et taxinomie
Cette famille a été décrite par Banks en 1892 comme une tribu des Agelenidae puis élevée au rang de sous-famille. Elle est considérée comme une sous-famille des Dictynidae par Lehtinen en 1967 puis élevée au rang de famille par Forster en 1970.
La composition de cette famille a été modifiée par Wheeler et al. en 2017 : les Cryphoecinae ont été inclus et les Argyronetinae exclus.
Cette famille rassemble 303 espèces dans 24 genres actuels.

## Publication originale
- Banks, 1892 : « A classification of North American spiders. » Canadian Entomologist, vol. 24, p. 88-97.